# Fontanella (Italia)
Fontanella /fontaˈnɛlla/ (Fontanèla [fontaˈnɛla , funtaˈnɛla] in dialetto bergamasco) è un comune italiano di 4 913 abitanti della provincia di Bergamo in Lombardia.
Fontanella è un comune della provincia di Bergamo da cui dista circa 30 km e si trova nella zona della bassa bergamasca. Il territorio, dalla particolare morfologia, si estende tra il parco del Serio ad ovest e il parco dell’Oglio Nord ad est. Confina con la provincia di Cremona a sud-est, alla cui diocesi appartiene. 
È il comune più a sud della provincia.

## Origini del nome
Secondo il canonico Annibale Besozzi, autore nel 1764 delle Notizie istoriche-cronologiche del Regio Borgo di Fontanella, il nome deriva dalla parola Fontenhell (ovvero "fontana chiara"), con cui i Burgundi chiamarono un villaggio fondato da loro in questo territorio. Il riferimento è chiaramente alle abbondanti risorgive sul territorio intorno all'abitato.

## Storia

### L'antichità
I primi insediamenti che interessarono il territorio di Fontanella, così come quello dei comuni circostanti furono forse quelli di alcune piccole tribù del popolo dei Liguri, seguiti dagli Etruschi prima e dai Galli Cenomani poi. La teoria più accreditata tra quelle formulate sull'origine del paese vorrebbe far risalire, però, i primi insediamenti stabili all'epoca romana. Si presume infatti che questo territorio fosse soggetto all'opera di centuriazione riguardante i paesi limitrofi. Tuttavia, in tal senso non esistono ritrovamenti che diano la certezza di queste origini, che vengono dedotte dalla storia dei vicini paesi, interessati da sempre da questi fenomeni.
Come detto, il Besozzi cita i Burgundi come i fondatori del villaggio Fontenhell, ovvero il primo insediamento sul territorio comunale.

### Il Medioevo
Il periodo successivo vide l'arrivo dei Longobardi, come indicato da alcuni storici che ritenevano fosse presente, nel VII secolo, una chiesa di culto cattolico con tanto di fonte battesimale.
Il primo documento scritto che attesta l'esistenza del borgo risale alla dominazione successiva, ovvero quella dei Franchi, i quali, istituendo il Sacro Romano Impero, diedero vita al feudalesimo. L'atto in questione è datato 949 e riguardava un contratto di permuta inerente beni presenti sul territorio di Fontanella.
Nel corso del XI secolo il borgo venne dato in gestione al vescovo di Bergamo, il quale ordinò la costruzione di un castello, di un fossato e un terrapieno allo scopo di difendere il territorio dalle crescenti mire espansionistiche delle potenze vicine. Difatti si verificarono numerosi scontri, inseriti nel contesto delle lotte tra guelfi e ghibellini, che videro capitolare il paese nel 1266 a favore dei milanesi, dopodiché il castello venne raso al suolo: fu l'inizio di un lungo periodo che vide Fontanella legare le proprie sorti ai reggenti del capoluogo lombardo.
Nel XIV secolo furono aggiunte le mura, che resistettero fino alla fine del XVIII secolo, di cui permangono tuttora tracce lungo la circonvallazione, dove è anche visibile parte dell'antico fossato. In quel periodo aggregò gli antichi comuni di Germignano e Marzole, situati a sud di Fontanella.
Ben presto infatti la gestione venne affidata alla famiglia dei Visconti, il cui esponente Filippo Maria, duca di Milano dal 1412, premiò la fedeltà a Milano del borgo concedendogli, il 6 febbraio 1413, il privilegio di essere considerato terra separata, ovvero un paese non soggetto in ambito amministrativo, giudiziario e fiscale a un'altra città, ma direttamente al duca. Fontanella, quindi, divenne autonoma nell'amministrazione della giustizia civile e criminale, compreso il diritto di emettere sentenze capitali.
La struttura comunale vedeva al vertice dell’amministrazione il podestà, il quale amministrava la giustizia, era pagato dal comune e inviato direttamente dal duca, che lo sceglieva fra una terna di nomi proposti dal comune stesso.
Il podestà era affiancato da un vice e da quattro deputati del governo, questi ultimi eletti dall'arengo generale, cioè il consiglio dei capifamiglia.

### L'Età moderna
Nel 1428, dopo la sconfitta delle truppe viscontee nella battaglia di Maclodio, il territorio passò sotto la dominazione della Repubblica di Venezia, la quale inviò un proprio rappresentante a gestire le sorti del paese. Tuttavia nel 1431 il paese rifiutò l'annessione alla città veneta scacciando il rappresentante da poco insediatosi, giurando fedeltà alla città di Milano, che promise a Fontanella il mantenimento dei privilegi acquisiti e in più ottenne l'aggregazione del borgo di Antegnate a quello di Fontanella.
Scaturirono numerosi combattimenti che videro passare il paese più volte all'una e all'altra dominazione, fino a quando nel 1447 i milanesi ebbero la meglio.
I secoli successivi videro comunque un progressivo peggioramento delle condizioni economiche degli abitanti, relegando il paese a un ruolo marginale nella vita sociale e politica della zona. Attorno alla metà del XVI secolo si stanziò nel paese una piccola comunità ebraica.
Tra gli anni '60 e '70 del Seicento la famiglia Cittadini (o Cittadino) era giunta a possedere circa la metà del territorio comunale e, per ottenere dei privilegi fiscali, tentò di creare un comune a sé. Il podestà e l'amministrazione dell'epoca non poteva permettere che ciò accadesse. Perciò, nell'ottobre 1676, l’arengo generale del comune decise di accettare l’ipotesi di infeudazione ad Antonio Cittadini, abitante di Fontanella, fiscale e per questo creditore della comunità. In cambio, Fontanella ottenne la cancellazione degli ingenti debiti contratti con il suddetto. Il segno più evidente e tangibile dell’infeudazione fu la perdita del diritto di indicazione del podestà.
A metà Settecento il comune era retto da un consiglio generale di ventiquattro membri, sei dei quali formavano un consiglio ordinario, un ragionato o cancelliere, al quale era affidata la tenuta dell’archivio e un procuratore in Milano.
Nel 1757 il comune venne inserito nella delegazione II della provincia superiore del contado di Cremona e nel 1786 nella delegazione II della provincia di Cremona.

### L'Età contemporanea
La dominazione francese, instaurata nel 1797, in un clima di agitazione e instabilità, creò il distretto di Fontanella, che comprendeva oltre al comune stesso anche la Calciana e la delegazione II della provincia di Cremona (ovvero gli attuali comuni di Calcio, Pumenengo, Torre Pallavicina, Barbata, Antegnate, Covo e Isso). A causa del periodo caotico il distretto non trovò mai piena applicazione e già nel settembre del 1798 esso venne abolito e passò nel distretto XVI delle Ghiaie del Serio. Nel maggio 1801 fu posto nel distretto III di Treviglio per poi passare nel 1804 nel distretto VI delle Ghiaie del Serio e nel cantone III di Romano del distretto II di Treviglio nel giugno 1805. Nel 1810 aggregò Casaletto di Sopra, Romanengo del Rio, Isso ed uniti e Barbata.
La dominazione asburgica del Regno Lombardo-Veneto, dal 1815 al 1859, che riportò l'assetto del territorio a quello precedente l'età napoleonica, non interessò direttamente il borgo, che tuttavia venne inserito nel dipartimento facente capo a Bergamo e precisamente venne collocato nel distretto XII di Romano e poi nel distretto X.
Nel 1853 era comune con consiglio comunale, senza ufficio proprio.
Le attività rurali, basate sull'agricoltura, sull'allevamento e sull'industria casearia, caratterizzarono i decenni successivi, senza che avvenissero eventi degni di nota, a parte delle tensioni al ritiro delle divisioni della Wehrmacht dall'Italia, quando a Fontanella si rischiò uno scontro a fuoco tra partigiani e tedeschi.

### Simboli
Lo stemma del Comune di Fontanella è stato concesso con decreto del presidente della Repubblica del 13 marzo 2004.
(D.P.R. 12.03.2004 concessione di stemma, gonfalone e bandiera)
Il disegno dello stemma è antico e risale al XV secolo a ricordare le numerose sorgenti esistenti in questo comune. Prima della concessione dello stemma attuale, il Comune ne aveva in uso uno simile ma con lo sfondo d'oro invece che di rosso approvato nel 1939 a cui nel 1961 era stata aggiunta la scritta Communitas Funtanellae.
Il gonfalone è un drappo partito di azzurro e di bianco.

La bandiera è un drappo partito di azzurro e di bianco, con lo stemma comunale attraversante.

## Monumenti e luoghi d'interesse
L'edificio sacro di maggior interesse è la chiesa parrocchiale, dedicata a San Cassiano. Edificata tra il 1442 e il 1448 in luogo di un precedente edificio di culto (già dotato della prerogativa di parrocchiale con fonte battesimale fin dal tempo dei Longobardi), del quale eredita l'abside in stile romanico, conserva opere pittoriche di buon pregio, tra cui spiccano quelle dei fratelli Antonio e Vincenzo Campi, di Giambattista Secco (noto come Caravaggino), del Molosso e del Marone.
La quattrocentesca torre campanaria della parrocchiale ha forma quadrata ed è munita di merli alla cima di stile gotico. Sulla facciata sud della torre si legge "Templi et turris huius principium habuit A.D. 1453 die 3 aprilis".
È inoltre presente la chiesa dell'Annunciata, conosciuta anche con il nome di oratorio dei Disciplini, posizionata nelle vicinanze della parrocchiale stessa. La sua facciata risulta parzialmente coperta da quella dell'edificio di culto maggiore, da quando questo fu sottoposto a dei lavori di rifacimento, eseguiti tra 1856 e 1858, che lo fecero avanzare di qualche metro.
Il territorio di Fontanella è caratterizzato anche dalla presenza dei fontanili, risorgive d’acqua opportunamente inalveate che per secoli hanno costituito la ricchezza di questo territorio e di quelli vicini. Nel solo territorio fontanellese ne sono presenti 43, per una media di uno ogni 40 ettari di terreno. Le condizioni particolari dell'acqua delle risorgive ha favorito l'insediamento di varie specie vegetali ed animali, in particolare di anfibi come il tritone crestato italiano, la rana di Lataste, la rana dei fossi e la rana esculenta, di pesci come lo scazzone e lo spinarello e di rettili come il ramarro e la biscia d'acqua tassellata.
Il paese, infine, presenta una grande quantità di cascine in aperta campagna che stanno a ricordare l'anima rurale del borgo, nelle quali sono ancora presenti segni della vita di un tempo.

## Manifestazioni
La quarta domenica di ottobre si festeggia la sagra che ricorda la donazione del crocifisso ai fontanellesi in occasione delle missioni vincenziane del 1717 e considerato miracoloso dalla comunità.

## Società

### Evoluzione demografica
Abitanti censiti

Lingue e dialetti

Gonfalone civico

Oltre all'italiano, nel territorio comunale si parla la lingua lombarda, nella variante bergamasca.

## Infrastrutture e trasporti
Fra il 1888 e il 1931 la località era servita da una fermata posta lungo la tranvia Bergamo-Soncino.

## Amministrazione
Questo è l'elenco dei sindaci che si sono succeduti dal 1995 ad oggi
| Periodo        | Periodo        | Primo cittadino         | Partito      | Carica  | Note |
| -------------- | -------------- | ----------------------- | ------------ | ------- | ---- |
| 23 aprile 1995 | 13 giugno 1999 | Sergio Cordini          | lista civica | Sindaco |      |
| 14 giugno 1999 | 7 giugno 2009  | Mario Annibale Gandolfi | lista civica | Sindaco |      |
| 8 giugno 2009  | 25 maggio 2014 | Maria Cristina Cattapan | lista civica | Sindaco |      |
| 25 maggio 2014 | 26 maggio 2019 | Giuseppe Lucca          | lista civica | Sindaco |      |
| 26 maggio 2019 | in carica      | Mauro Brambilla         | lista civica | Sindaco |      |

### Gemellaggi
Fontanella è gemellata con il borgo tedesco di Valley, in Baviera. Le delegazioni dei due paesi si incontrano regolarmente ogni anno, generalmente nel mese di maggio.